# Ernst Pridöhl
Ernst Pridöhl (* 2. September 1901 in Prondy; † 23. Juni 1961) war ein deutscher Landwirt und Politiker (LDPD). Er war von 1958 bis 1961 Abgeordneter der Volkskammer der DDR.

## Leben
Ernst Pridöhl war der Sohn eines Arbeiters. Nach dem Besuch der Volksschule in Prondy verdingte er sich als Landarbeiter. Von 1924 bis 1927 absolvierte er eine Lehre als Maurer und arbeitete bis 1941 in diesem Beruf. Zum 1. Mai 1933 trat er in der Ortsgruppe Wittenförden der NSDAP bei (Mitgliedsnummer 3.521.814). Während des Zweiten Weltkriegs leistete er Kriegsdienst in der Wehrmacht und geriet in die Gefangenschaft.
Nach dem Krieg wurde er 1945 Neubauer. Er wurde 1947 Mitglied der Vereinigung der gegenseitigen Bauernhilfe (VdgB) und 1951 der Liberal-Demokratischen Partei Deutschlands (LDPD). Ab 1952 war er Vorsitzender der Ortsgruppe Wittenförden der VdgB und ab 1953 Mitglied des Gemeinderates. Im Jahr 1958 trat er in die Landwirtschaftliche Produktionsgenossenschaft (LPG) „Besseres Leben“ in Wittenförden ein.
Ab November 1958 war er als Mitglied der LDPD-Fraktion Abgeordneter der Volkskammer. Pridöhl verunglückte tödlich in Ausübung seines Berufes in Wittenförden, bei Schwerin. Er hinterließ seine Frau Frieda sowie die drei Kinder Günther, Friedel und Ursel.